# Anne på egen hand
Anne på egen hand (originaltitel: Anne of Windy Poplars) är Lucy Maud Montgomerys fjärde bok i serien om Anne på Grönkulla, första gången publicerad på engelska 1936 och på svenska 1954.
Anne börjar arbeta som föreståndarinna på en skola i den lilla staden Summerside. Hon är förlovad med Gilbert, som studerar medicin i Redmond. Anne blir snabbt uppskattad och skriver långa brev till sin fästman om allt som händer. 
Boken filmatiserades 1940 som  Anne of Windy Poplars med Anne Shirley (som tog huvudkaraktärens namn som artistnamn efter att ha spelat titelrollen i filmen Anne på Grönkulla 1934) och Patric Knowles i rollerna som Anne Shirley och Gilbert Blythe.